# Manuel Canelas
José Manuel Canelas Jaime (Caracas, Venezuela; 21 de octubre de 1981) es un politólogo y político boliviano-venezolano. Fue el Ministro de Comunicación de Bolivia desde el 23 de enero de 2019 hasta el 10 de noviembre de 2019 durante el tercer gobierno del presidente Evo Morales Ayma. Ocupó también el cargo de Viceministro de Planificación y Coordinación de Bolivia desde el 1 de febrero de 2018 hasta el 23 de enero de 2019.

## Biografía
Nació en Caracas el 21 de octubre de 1981, donde su padre Víctor Hugo Canelas estuvo exiliado por sus actividades académico políticas durante la dictadura de García Meza y creció en La Paz. En 1984 sus padres retornaron a Bolivia definitivamente donde nació su hermana. Estudió en La Paz trasladándose posteriormente a España para realizar sus estudios universitarios.
Pertenece a una familia relacionada con el mundo periodístico. Su tío Jorge Canelas fue fundador del diario La Razón, La Prensa y Pulso. La familia Canelas mantiene la propiedad de varios medios de comunicación.
Estudió Ciencias Políticas en la Universidad Complutense de Madrid, además de realizar un máster en Gobierno y Administración Pública por el Instituto Universitario de Investigación Ortega y Gasset y Marañón.
De 2009 a 2012 trabajó en España en varios proyectos de investigación, "La influencia indígena en la transformación estatal: interculturalidad y etnodesarrollo en los procesos constituyentes de Ecuador y Bolivia" de Fundación Carolina y "El Foro social Mundial: actores, discursos y estrategias". 
Regresó a Bolivia en mayo de 2012 con la idea de conducir un programa de entrevistas. De 2013 a 2014 asumió la representación Presidencial Agenda 2025, año en el que también fue consultor en la Vicepresidencia del Estado Plurinacional de Bolivia. Empezó en el programa de televisión "Esta Casa no es Hotel" en la red ATB.

### Actividad política
Dio el salto a la política en 2014 como candidato a diputado uninominal por el MAS para  la Circunscripción 3 del departamento de La Paz. Durante la campaña electoral explicó abiertamente que es homosexual.
Según el Observatorio participación política de las personas LGBTI en Colombia en 2014 consideraba que sobre el matrimonio igualitario y sobre la adopción homoparental, la sociedad boliviana no está aún madura y que sería un error táctico exigirlo ya, aunque cree que sí debe comenzar ya el debate e ir mientras tanto dando pasos en el reconocimiento progresivo de derechos.

## Actividad institucional
En 2015 formó parte de la Comisión Mixta de Constitución de la Asamblea Legislativa Plurinacional que elaboró la reforma de la Constitución para la repostulación del presidente Evo Morales que finalmente no se aprobó en referéndum. 
Fue elegido diputado y en 2017 presidió la Comisión que investigó los llamados Papeles de Panamá, cuyo informe conclusivo establece que, además de las 360 empresas registradas en Bolivia, fueron investigadas 198 personas naturales, de las cuales se abrieron 76 casos de estudio.
En 2018 fue nombrado Viceministro de Planificación y Coordinación. El 23 de enero de 2019 asumió el Ministerio de Comunicación reemplazando en la cartera ministerial a Gisela López.